# Canton de Chartres-Nord-Est
Le canton de Chartres-Nord-Est est une ancienne division administrative française située dans le département d'Eure-et-Loir et la région Centre-Val de Loire.

## Histoire
Le canton est créé en 1973 par division du canton de Chartres-Nord, remplacé par ce canton et le canton de Chartres-Nord-Ouest. Dans le même temps sont créés les cantons de Chartres-Sud-Est et de Chartres-Sud-Ouest, issus du canton de Chartres-Sud.

## Représentation
| Période | Période | Identité        | Étiquette    | Qualité                                               |
| ------- | ------- | --------------- | ------------ | ----------------------------------------------------- |
| 1973    | 1992    | Jean Lelièvre   | RPR puis DVD | Commissaire-priseur, conseiller municipal de Chartres |
| 1992    | 1998    | François Catel  | UDF-Rad.     | Maire de Gasville-Oisème                              |
| 1998    | 2015    | Christian Gigon | PRG          | Directeur territorial retraité Maire de Champhol      |

## Composition
Le canton de Chartres-Nord-Est regroupait douze communes et comptait 11 178 habitants (recensement de 1999 sans doubles comptes).
| Communes                | Population (2012) | Code postal | Code Insee |
| ----------------------- | ----------------- | ----------- | ---------- |
| Berchères-Saint-Germain | 682               | 28300       | 28034      |
| Briconville             | 112               | 28300       | 28060      |
| Challet                 | 385               | 28300       | 28068      |
| Champhol                | 2 898             | 28300       | 28070      |
| Chartres                | 40 361 (1)        | 28000       | 28085      |
| Clévilliers             | 654               | 28300       | 28102      |
| Coltainville            | 760               | 28300       | 28104      |
| Fresnay-le-Gilmert      | 221               | 28300       | 28163      |
| Gasville-Oisème         | 1 136             | 28300       | 28173      |
| Jouy                    | 1 810             | 28300       | 28201      |
| Poisvilliers            | 260               | 28300       | 28301      |
| Saint-Prest             | 2 260             | 28300       | 28358      |

(1) fraction de commune.

## Démographie
| 1975 | 1982 | 1990   | 1999   | 2006   | 2011   | 2012   |
| ---- | ---- | ------ | ------ | ------ | ------ | ------ |
| -    | -    | 17 030 | 18 244 | 18 875 | 19 532 | 19 781 |